# Frech und verliebt
Frech und verliebt ist eine deutsche Filmkomödie von Hans Schweikart. Der Überläufer war bereits 1945 fertiggestellt, erlebte jedoch erst nach Ende des Zweiten Weltkriegs 1948 seine Premiere.

## Handlung
Der Ingenieur Peter Schild kommt nach mehreren Jahren in Südamerika auf Urlaub nach Deutschland zu seinem Onkel Schleemann (der sich unglücklicherweise zeitgleich um die unerzogenen Kinder seiner verreisten Hauswirtin kümmern muss). Während eines gemeinsamen Kaffeehausbesuches erzählt er seinem Onkel, dass es ihm finanziell schlecht gehe und er hoffe, während seines vierwöchigen Aufenthalts eine Erfindung gewinnbringend verkaufen zu können. Sein Onkel verschafft ihm eine Einstellung als Detektiv. Während des Gesprächs verguckt sich Peter in die Tänzerin Isolde. Durch ein abgehörtes Telefonat in einer Fernsprechzelle erfährt er die Wohnadresse, an der Isolde mit ihrer Freundin wohnt und wie er sich Zutritt zur Wohnung verschaffen kann.
Mit Blumen und Wein ausgerüstet, sucht er am Abend Isolde auf und gibt sich als der Freund ihrer Mitbewohnerin aus. Obwohl Isolde eigentlich auf ihren Freund, den  Boxer Lemke, wartet, ist sie Peter gegenüber nicht abgetan und bietet ihm das für ihren Freund zubereitete Essen an, das er aber verschüttet, weswegen er sich seines Anzugs entledigt. Zwischenzeitlich trifft jedoch der Boxer ein und zwing Peter zur Flucht.
In der angesehenen Familie Pernrieder will die Clarissa, die noch nie arbeiten musste, um ihren Lebensunterhalt zu bestreiten, den arbeitslosen Schauspieler Cyrus Kracker heiraten, was ihren Eltern Justus und Klara Pernrieder missfällt, weswegen sie ihre Tochter beschatten lassen wollen. Peter, der gerade seine Arbeit in der Detektei Nordboden aufgenommen hat, wird mit diesem Auftrag betraut.
Unerfahren im Beschatten wird Peter bald von Cyrus zur Rede gestellt, warum er seiner Freundin schöne Augen macht. Peter gibt sich Cyrus gegenüber als Detektiv zu erkennen. Die beiden Männer verstehen sich jedoch schon beim ersten Aufeinandertreffen bestens und Cyrus lädt ihn zu einem gemeinsamen Skatabend mit seiner Freundin Clarissa ein. Bei dieser Gelegenheit erzählt ihm Peter von seinem Missgeschick bei Isolde und bittet Cyrus, den Anzug, den er ihn Isoldes Wohnung zurückgelassen hat, in Empfang zu nehmen. Im Laufe des Abends verliebt sich Peter in Clarissa.
Als Cyrus Isolde tagsdrauf aufsucht erkennt sie ihn als einen Statisten eines früheren gemeinsamen Auftritts wieder und erklärt, ihm eine Rolle verschaffen zu können, als wiederum ihr Freund Lemke eintrifft. Bei seinem Versuch Cyrus zu massakrieren, verletzt er sich jedoch selbst.
Als Cyrus Peter von seinen Gefühlen gegenüber Isolde informiert, ist dieser sehr erfreut, da er sich nun mit seinen Gefühlen gegenüber Clarissa nicht mehr zurückhalten muss. Als er Clarissa von den Kindern (Hansi und Mariele) erzählt, auf die er aufpassen muss, schlägt diese vor, ihm behilflich zu sein.
Peter liefert den Bericht seiner Observation bei Clarissas Vater ab, dem aufgrund der vagen Aussagen Zweifel an der Arbeit des Detektivs aufkommen. Zur Rede gestellt, gibt Peter zu, in diesem Beruf neu und ihn Wahrheit Ingenieur zu sein und zu hoffen, seine Erfindung vermarkten zu können. Justus Pernrieder fordert ihn auf, ihm seine Pläne zu geben, damit er diese in Augenschein nehmen kann und lädt ihn zu einem Abendessen ein.
Am Nachmittag treffen sich Peter und Clarissa in der Wohnung von Peters Onkel, um sich um die Kinder zu kümmern. Peter muss jedoch bald fort, um die Pläne abzuliefern. Der zwischenzeitlich eintreffende Onkel hält Clarissa für eine Haushaltshilfe und verdonnert sie zu Haushaltsarbeiten.
Cyrus startet unterdessen einen neuen Versuch, Peters Anzug bei Isolde abzuholen, gerät jedoch erneut in eine Konfrontation mit ihrem Freund, zu seinem Gunsten ausgeht und er bekommt den Anzug zurück. 
Als Peter zu seinem Onkel zurückkehrt, ist er über die Tatsache, dass dieser seine Liebe zu Haushaltsarbeiten gezwungen hat, entsetzt. Es bleibt ihm aber nichts anderes übrig, als zu dem Abendessen mit Clarissas Vater aufzubrechen. Im Haus der Pernrieders erklärt ihm Justus Pernrieder, Peters Erfindung sei längst mit einem deutschen Patent geschützt. Dem befreundeten wohlhabenden Ehepaar Wiedehopf stellt er aber Peter als Millionär vor, während dieser Klara Pernrieder mit seinen gehobenen Umgangsformen beeindrucken kann. 
Als Clarissa erschöpft von ihrer harten Arbeit bei Peters Onkel zurückkehrt, ist sie überrascht, Peter vorzufinden, der sich heimlich in ihr Zimmer stiehlt, wo sich beide ihre Liebe eingestehen. Als ihre Mutter nach ihr sieht, sagt sie ihr, sie habe sich von Cyrus losgesagt. Klara, die Gefallen an dem jungen Mann findet, will ihn Clarissa als Ehemann schmackhaft machen. Peter und Clarissa verabreden sich für den nächsten Morgen. Als sich Peter aus Clarissas Zimmer herausschleicht, trifft er auf ihren Vater, dem er seine Liebe zu seiner Tochter eingesteht. Justus Pernrieder ist entsetzt, will aber das Gesicht wahren und den Gemeinschaftsabend fortsetzen, bei dem seine Ehefrau Peter zu weiteren Besuchen einlädt.
Peter und Clarissa machen wenig später einen heimlichen Wochenendausflug. Als ihr Auto eine Panne hat, begeben sie sich in einen Landgasthof, wo sie sich im Gästebuch als Herr und Frau Kracker eintragen. Peter gesteht Clarissa schließlich, er habe die Panne inszeniert und Clarissa gibt an, dies gewusst zu haben. Das mit den Pernrieders befreundete Ehepaar Wiedehopf steigt im selben Gasthof ab und sieht den Eintrag im Gästebuch. 
Justus und Klara, die von dem vermeintlichen Ausflug ihrer Tochter mit Cyrus erfahren, sind außer sich, was dazu führt, dass Justus seine Tochter sogar ohrfeigt. Sie fürchten, dass kein ehrbarer Mann nun mehr ein Interesse an Clarissa haben könnte. Als Peter erscheint, drängen sie ihm förmlich die Heirat auf. Peter stimmt erfreut zu, Clarissa zeigt sich begeistert und erst jetzt ahnen die Eltern, dass sie nie die ganze Wahrheit erfahren haben.

## Produktion
Frech und verliebt beruht auf einem Roman von Fred Andreas, der auch das Drehbuch verfasste. Der Film wurde von Juli bis September 1944 in den Bavaria Filmstudios gedreht und am 1. März 1945 von der Zensur abgenommen. Zur Aufführung kam er während des Zweiten Weltkriegs nicht mehr. Die Alliierte Militärzensur prüfte den Film im Dezember 1948. Frech und verliebt erlebte am 25. Dezember 1948 in Stuttgart seine Premiere.
Im Film sind die von Johannes Heesters gesungenen Lieder Ich könnte mich in Dich verlieben und Ja, ja, so sind die jungen Leute zu hören.

## Kritik
Für den film-dienst war Frech und verliebt „eine komödiantische Nichtigkeit, mit Charme inszeniert und gespielt.“
Jürgen Trimborn befand, dass in Jung und verliebt „die klamaukhaften Einlagen [überwiegen], wirkliche Spannung wird nicht erzeugt.“